# Ben Feldman
Ben Feldman, né le 27 mai 1980 à Washington DC, est un acteur américain.

## Biographie
Son père, Robert, dirige une agence de publicité. À 6 ans, Ben Feldman participe à la comédie musicale Annie. Au collège, il s'investit dans le programme de théâtre de l'école et participe à de nombreuses pièces.
En 2005 il fait ses débuts à Hollywood dans L'Homme parfait avec Chris Noth, Heather Locklear et Hilary Duff.

## Vie privée
L'acteur a épousé Michelle Mulitz en octobre 2013. Le couple a deux enfants, un garçon et une fille.

## Filmographie

### Films
| Année | Titre                | Rôle           |
| ----- | -------------------- | -------------- |
| 2005  | When Do We Eat? (en) | Zeke           |
| 2005  | L'Homme parfait      | Adam Forrest   |
| 2008  | Cloverfield          | Travis Marello |
| 2008  | Extreme Movie        | Len            |
| 2009  | Vendredi 13          | Richie         |
| 2014  | Catacombes           | George         |
| 2015  | 400 Days             | Bug            |

2023 : L'amour en touriste : John

### Séries
| Année             | Titre                | Rôle             | nombre d'épisodes et récurrences                                                     |
| ----------------- | -------------------- | ---------------- | ------------------------------------------------------------------------------------ |
| 2005-2006         | Du côté de chez Fran | Josh Reeves      | Acteur principal                                                                     |
| 2007              | Numbers              | Seth Marlowe     | 1 épisode                                                                            |
| 2008              | Las Vegas            | Herbert          | 1 épisode : 102                                                                      |
| 2008              | Old Christine        | Timmy            | 1 épisode                                                                            |
| 2009              | Médium               | Justin Lydecker  | 3 épisodes                                                                           |
| 2009-2012 et 2014 | Drop Dead Diva       | Fred             | Acteur principal (saisons 2-3) ; récurrents (saisons 1 et 4) ; guest star (saison 6) |
| 2009              | Les Experts          | Jason Devereaux  | 1 épisode                                                                            |
| 2012-2015         | Mad Men              | Michael Ginsberg | Récurrent (saison 5) ; acteur principal (saison 6-7)                                 |
| 2013-2014         | The Mindy Project    | Jason            | 2 épisodes                                                                           |
| 2013              | Major Crimes         | Jason Andrews    | 1 épisode                                                                            |
| 2014 - 2017       | Silicon Valley       | Ron Laflamme     | Récurrent                                                                            |
| 2014-2015         | A To Z               | Andrew Lofland   | Acteur principal                                                                     |
| 2015-2021         | Superstore           | Jonah            | Acteur Principal                                                                     |

### Téléfilms
| Année | Titre         | Rôle              |
| ----- | ------------- | ----------------- |
| 2003  | Ciel De Glace | Paramedic         |
| 2003  | The Mayor     | Jake Winterhalter |
| 2007  | Them          | Floyd Grunwald    |
| 2009  | Can Openers   | Mike              |
| 2009  | See Kate Run  | Dan Carver        |